# Milínov
Milínov (en allemand : Milinau) est une commune du district de Plzeň-Sud, dans la région de Plzeň, en République tchèque. Sa population s'élevait à 206 habitants en 2022.

## Géographie
Milínov se trouve à 5 km au nord-ouest du centre de Spálené Poříčí, à 18 km au sud-est de Plzeň et à 79 km au sud-ouest de Prague.

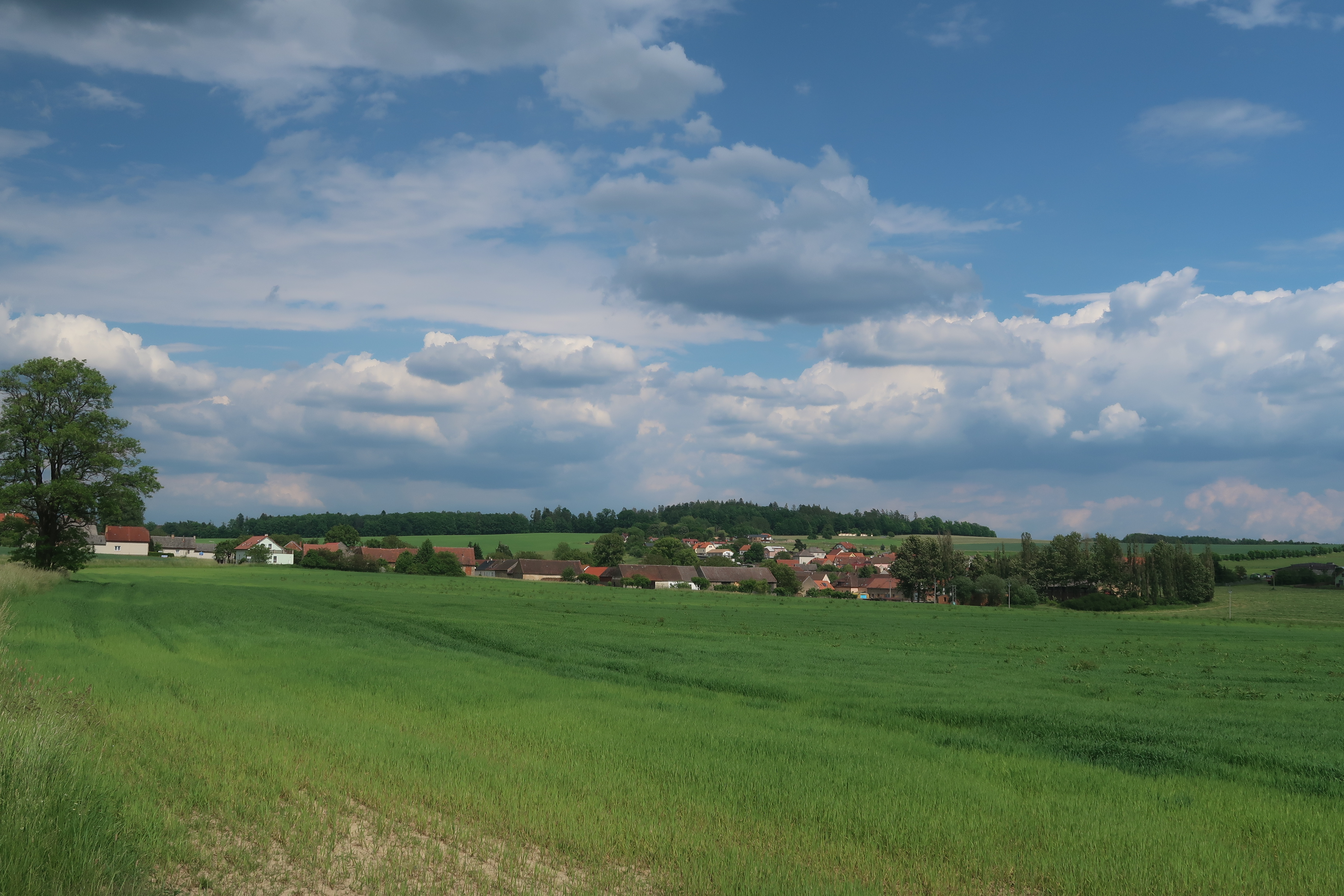
Milínov : vue générale.

La commune est limitée par Raková et Veselá au nord, par Nevid et Kornatice à l'est, par Spálené Poříčí et Žákava au sud, et par Šťáhlavy à l'ouest.

## Histoire
La première mention écrite de la localité date de 1379.

## Transports
Par la route, Milínov se trouve à 6 km de Spálené Poříčí, à 22 km de Plzeň et à 95 km de Prague.